# Red (Taylor's Version)
Red (Taylor's Version) je druhé znovunahrané album americké zpěvačky Taylor Swift. Bylo vydáno 12. listopadu 2021 pod Republic Records. Jedná se o znovunahrávku jejího čtvrtého studiového alba, Red (2012), která následuje po její první znovunahrávce, Fearless (Taylor's Version), vydanou v dubnu 2021. 
Tracklist byl zveřejněn 6. srpna 2021, kdy byly potvrzeny spolupráce s Phoebe Bridgers, Chrisem Stapletonem a Edem Sheeranem na From the Vault skladbách, což jsou skladby původně napsané pro Red (2012), které ale nakonec nebyly zařazeny. Album rovněž zahrnuje písně Better Man a Babe, které Swift napsala, ale byly nahrány americkými country skupinami Little Big Town a Sugarland, a charitativní píseň Ronan z roku 2012.
Komerčně album prolomilo rekord za nejvíce přehrání v rámci jednoho dne za album ženské umělkyně na Spotify. Swift propagovala album televizními vystoupeními v NBC. Dále napsala a režírovala film All Too Well: The Short Film, který byl vydán na YouTube v den vydání alba.

## Zveřejnění a propagace
18. června 2021 Swift odtajnila, že další znovunahrávkou bude Red (Taylor's Version) svého předchůdce Red (2012) a také stanovila datum vydání na 19. listopadu 2021. Nakonec ale album bylo vydáno o týden dříve, kvůli tomu, že na 19. listopadu bylo naplánováno vydání alba 30 britské zpěvačky Adele. Album obsahuje 30 písní, které byly většinově vydány a napsány pro verzi z roku 2012. Rovněž nalákala fanoušky na 10 minutovou verzi All Too Well jako součást tracklistu. Spolu s oznámení byl spuštěn předprodej digitální verze alba. Zpěvaččina charitativní píseň, Ronan z roku 2012, byla jako skladba objevující se na albu potvrzena 30. července 2021 jedním ze spoluskladatelů, Mayou Thompson.
5. srpna 2021 Swift nahrála zašifrované video na její sociální sítě. Video obsahovalo osmisměrku, kde fanoušci našli „Chris Stapleton“, „Phoebe Bridgers“, „Babe“, „Better Man“ a „All Too Well Ten Minute Version“. Oficiální tracklist byl zveřejněn o den později. Předtím než vyšla jakkákoli píseň z Red (Taylor's Version), tak 17. září Swift vydala "Wildest Dreams (Taylor's Version)", píseň, která se má objevit na znovunahrávce jejího alba 1989 z roku 2014.
30. září Swift oznámila, že Red (Taylor's Version) bude vydáno o týden dříve, konkrétně 12. listopadu. Skrze Good Morning America 5. listopadu Swift odhalila upoutávku na All Too Well: The Short Film vycházející ze stejně jmenované písně s datem uvedení 12. listopadu spolu s albem. Upoutávka ukazuje retro auto projíždějící podzimním lesem. Dále ukazuje, že film napsala a režírovala Swift a v hlavní rolích se ukáže jak sama, tak i Sadie Sink a Dylan O'Brien. Oficiální plakát filmu byl odhalen na zpěvaččiných sociálních sítích 11. listopadu.

### Přebal
Přebal Red (Taylor's Version) ukazuje Swift mající na sobě béžový kabát s vínově červenou, sametovou rybářskou čepicí, jak sedí v retro 1932 Chevrolet Cabriolet kabrioletu s podzimním pozadím. Čepice byla navržena Janessou Leoné, na jejíž stránkách se ihned vyprodala.

## Seznam skladeb
Všechny skladby jsou pojmenovány s dovětkem (Taylor's Version). 
| Red (Taylor's Version) | Red (Taylor's Version)                                                | Red (Taylor's Version)           | Red (Taylor's Version)           | Red (Taylor's Version) |
| Pořadí                 | Název                                                                 | Autor                            | Producent                        | Délka                  |
| ---------------------- | --------------------------------------------------------------------- | -------------------------------- | -------------------------------- | ---------------------- |
| 1.                     | State of Grace                                                        | Taylor Swift                     | Swift Christopher Rowe           | 4:55                   |
| 2.                     | Red                                                                   | Swift                            | Swift Rowe                       | 3:43                   |
| 3.                     | Treacherous                                                           | Swift Dan Wilson                 | Wilson                           | 4:02                   |
| 4.                     | I Knew You Were Trouble                                               | Swift Max Martin Shellback       | Swift Rowe Shellback             | 3:39                   |
| 5.                     | All Too Well                                                          | Swift Liz Rose                   | Swift Rowe                       | 5:29                   |
| 6.                     | 22                                                                    | Swift Martin Shellback           | Swift Rowe Shellback             | 3:50                   |
| 7.                     | I Almost Do                                                           | Swift                            | Swift Rowe                       | 4:04                   |
| 8.                     | We Are Never Ever Getting Back Together                               | Swift Martin Shellback           | Swift Rowe Shellback             | 3:13                   |
| 9.                     | Stay Stay Stay                                                        | Swift                            | Swift Rowe                       | 3:25                   |
| 10.                    | The Last Time (featuring Gary Lightbody of Snow Patrol)               | Swift Lightbody Jacknife Lee     | Lee                              | 4:59                   |
| 11.                    | Holy Ground                                                           | Swift                            | Jeff Bhasker                     | 3:22                   |
| 12.                    | Sad Beatiful Tragic                                                   | Swift                            | Swift Rowe Paul Mirkovich        | 4:40                   |
| 13.                    | The Lucky One                                                         | Swift                            | Bhasker                          | 4:00                   |
| 14.                    | Everything Has Changed (featuring Ed Sheeran)                         | Swift Sheeran                    | Butch Walker                     | 4:05                   |
| 15.                    | Starlight                                                             | Swift                            | Swift Rowe Mirkovich             | 3:40                   |
| 16.                    | Begin Again                                                           | Swift                            | Swift Rowe                       | 3:58                   |
| 17.                    | The Moment I Knew                                                     | Swift                            | Swift Rowe Mirkovich             | 4:45                   |
| 18.                    | Come Back... Be Here                                                  | Swift Wilson                     | Wilson                           | 3:43                   |
| 19.                    | Girl At Home                                                          | Swift                            | Elvira Anderfjärd                | 3:40                   |
| 20.                    | State of Grace (acoustic version)                                     | Swift                            | Swift Rowe                       | 5:21                   |
| 21.                    | Ronan                                                                 | Swift Maya Thompson              | Swift Rowe                       | 4:24                   |
| 22.                    | Better Man (From the Vault)                                           | Swift                            | Swift Aaron Dessner              | 4:57                   |
| 23.                    | Nothing New (From the Vault) (featuring Phoebe Bridgers)              | Swift                            | Swift Dessner                    | 4:18                   |
| 24.                    | Babe (From the Vault)                                                 | Swift                            | Swift Jack Antonoff              | 3:44                   |
| 25.                    | Message in Bottle (From the Vault)                                    | Swift Martin Shellback           | Shellback Anderfjärd             | 3:45                   |
| 26.                    | I Bet You Think About Me (From the Vault) (featuring Chris Stapleton) | Swift Lori McKenna [ 15 ]        | Swift Dessner                    | 4:45                   |
| 27.                    | Forever Winter (From the Vault)                                       | Swift Mark Foster                | Swift Antonoff                   | 4:23                   |
| 28.                    | Run (From the Vault) (featuring Ed Sheeran)                           | Swift Sheeran [ 13 ]             | Swift Dessner                    | 4:00                   |
| 29.                    | The Very First Night (From the Vault)                                 | Swift Amund Bjørklund Espen Lind | Espionage Tim Blacksmith Danny D | 3:20                   |
| 30.                    | All Too Well (From the Vault) (10 minute version)                     | Swift Rose                       | Swift Antonoff                   | 10:30                  |
| Celková délka:         | Celková délka:                                                        | Celková délka:                   | Celková délka:                   | 2:10:26                |

| Země                         | Pozice (2021) |
| ---------------------------- | ------------- |
| Austrálie (ARIA)             | 1             |
| Česko (ČNS IFPI)             | 32            |
| Francie (SNEP)               | 10            |
| Itálie (FIMI)                | 8             |
| Japonsko (Oricon)            | 15            |
| Kanada (Billboard)           | 1             |
| Německo (Offizielle Top 100) | 8             |
| Nový Zéland (RMNZ)           | 1             |
| Rakousko (Ö3 Austria)        | 2             |
| UK (OCC)                     | 1             |
| USA (Billboard)              | 1             |

| Profesionální kritika | Profesionální kritika |
| Zdroj                 | Hodnocení             |
| --------------------- | --------------------- |
| Guardian              | 4/5 hvězdiček         |
| The Independent       | 5/5 hvězdiček         |
| NME                   | 4/5 hvězdiček         |
| Pitchfork             | 8.5 / 10              |
| RollingStone          | 5/5 hvězdiček         |